# Fritz Coester (Landrat)
Fritz Coester (* 2. September 1893; † nach 1945) war ein deutscher Verwaltungsjurist und Landrat. 1922 trat er eine Stelle als Gerichtsreferendar an. Coester wurde 1933 zum kommissarischen Landrat im Kreis Schlochau in der Provinz Grenzmark Posen-Westpreußen ernannt. Im gleichen Jahr wurde er als kommissarischer Landrat in den Landkreis Gardelegen in der Provinz Sachsen versetzt. Im Oktober 1940 wurde er als Oberregierungsrat zur Regierung in Potsdam versetzt.